# Ping-pong
Ping-pong er en form for bordtennis, der stammer fra Japan. Forskellen fra klassisk bordtennis er typen af bat og bold. I ping pong spilles der med bats uden skumgummi imellem træ og yderbeklædning. Dette giver mindre skru i boldene i ping pong i forhold til bordtennis. Der spilles bedst af tre sæt i World Cup of Ping Pong til 15 points. I pingpong må man serve direkte fra hånden, mens man i traditionel bordtennes skal kaste bolden op i luften fra en flad hånd inden man server. 

## Historiske regler
I perioden 1900 - 1902 havde Ping-Pong andre regler, for hvordan man skulle ramme bordet. Her skulle man ramme sit eget bord én gang, og modstanderens én gang. Derefter er der returbold og det samme gjaldte igen. I dag skyder man ikke bolden i eget bord men returnerer direkte over på modstanderens bordhalvdel som i bordtennis.
|  | Sammenskrivningsforslag Artiklen Ping-pong er foreslået føjet ind i Bordtennis. (Siden februar 2015) Diskutér forslaget |

| Sport | Spire Denne artikel om sport er en spire som bør udbygges. Du er velkommen til at hjælpe Wikipedia ved at udvide den. |